# Sverigetopplistan
Sverigetopplistan — национальный (с октября 2007 года) шведский хит-парад, основанный на данных о продажах Шведской ассоциации звукозаписывающих компаний. Ранее назывался Topplistan и Hitlistan. С конца 2006 года участие в чарте принимают также и песни в цифровом формате.

## Радиосообщения
С 1976 по 2006 годы о результатах хит-парада сообщалось по радио Sveriges Radio P3. Затем P3 представляло результаты только песен в цифровом формате. В настоящее время информацию об итогах чарта предоставляет система Nielsen SoundScan.